# Polacy w Mołdawii

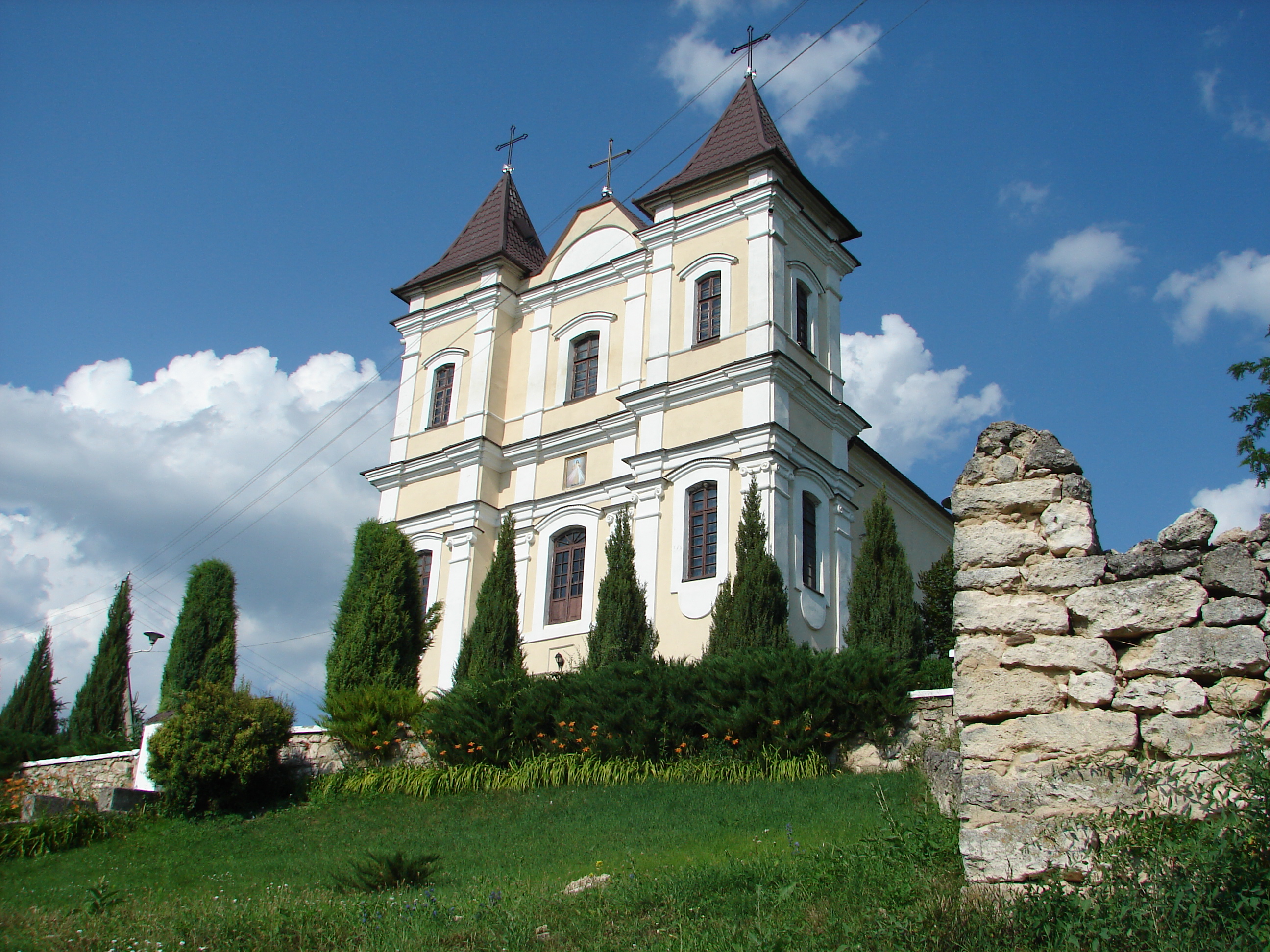
Kościół św. Kajetana w Raszkowie został wzniesiony w XVIII w. w czasach przynależności miasteczka do Polski

Polacy w Mołdawii – ogół Polaków zamieszkujących Mołdawię włącznie z Naddniestrzem. Według łącznych danych ze spisów przeprowadzonych w 2004 roku kraj zamieszkiwało 4174 Polaków, co stanowiło 0,1% mieszkańców.
Na obszarach kontrolowanych przez Republikę Mołdawii w 2004 mieszkało 2383 Polaków, a na terenach pod kontrolą Naddniestrzańskiej Republiki Mołdawskiej 1791 Polaków.

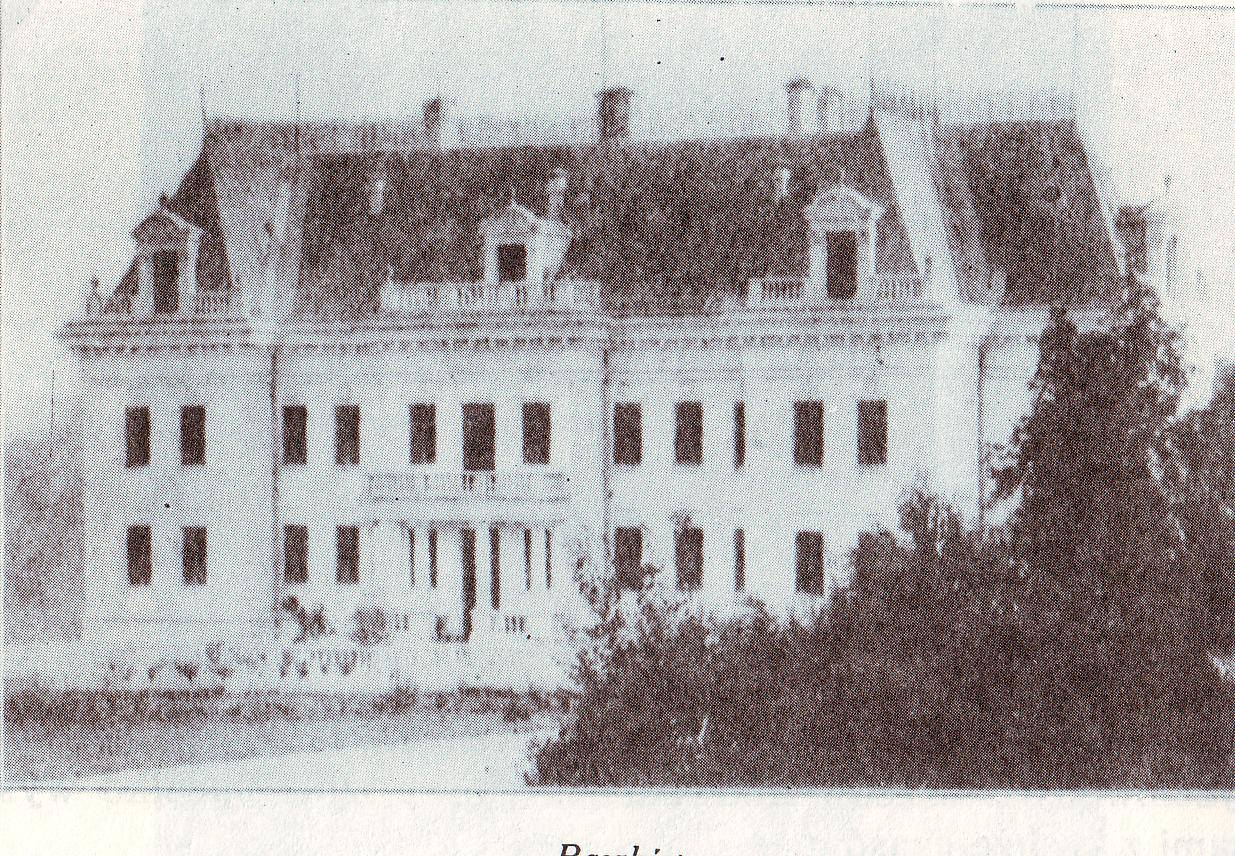
Pałac Juriewicza w Raszkowie (niezachowany)

Największymi skupiskami Polaków są największe miasta państwa, a najwyższy odsetek populacji Polacy stanowią w rejonach Kamionka i Rybnica w północnym Naddniestrzu, gdzie są ludnością autochtoniczną. Tereny te przynależały do Polski do II rozbioru w 1793 r. Administracyjnie stanowiły część województwa bracławskiego prowincji małopolskiej, a historycznie współtworzą Podole. Miejscowości Rybnica, Raszków i Iagorlîc były prywatnymi miastami polskiej szlachty, m.in. Koniecpolskich i Lubomirskich. W Raszkowie do dziś przetrwał XVIII-wieczny polski cmentarz katolicki oraz kościół św. Kajetana, także powstały w XVIII w. Polacy stanowią większość populacji podraszkowskiej wsi Slobozia-Rașcov (hist. Księdzowo). Znajduje się tu etnicznie polska parafia katolicka pw. św. Marty.
Z pozostałej części kraju głównym ośrodkiem Polonii jest miasto Bielce. W pobliskiej wsi Styrcza Polacy stanowią najliczniejszą grupę etniczną. W 1994 powstało Stowarzyszenie Polski Dom w Bielcach, które od 1996 wydaje polskie czasopismo „Jutrzenka”.

## Rozmieszczenie Polaków w Mołdawii

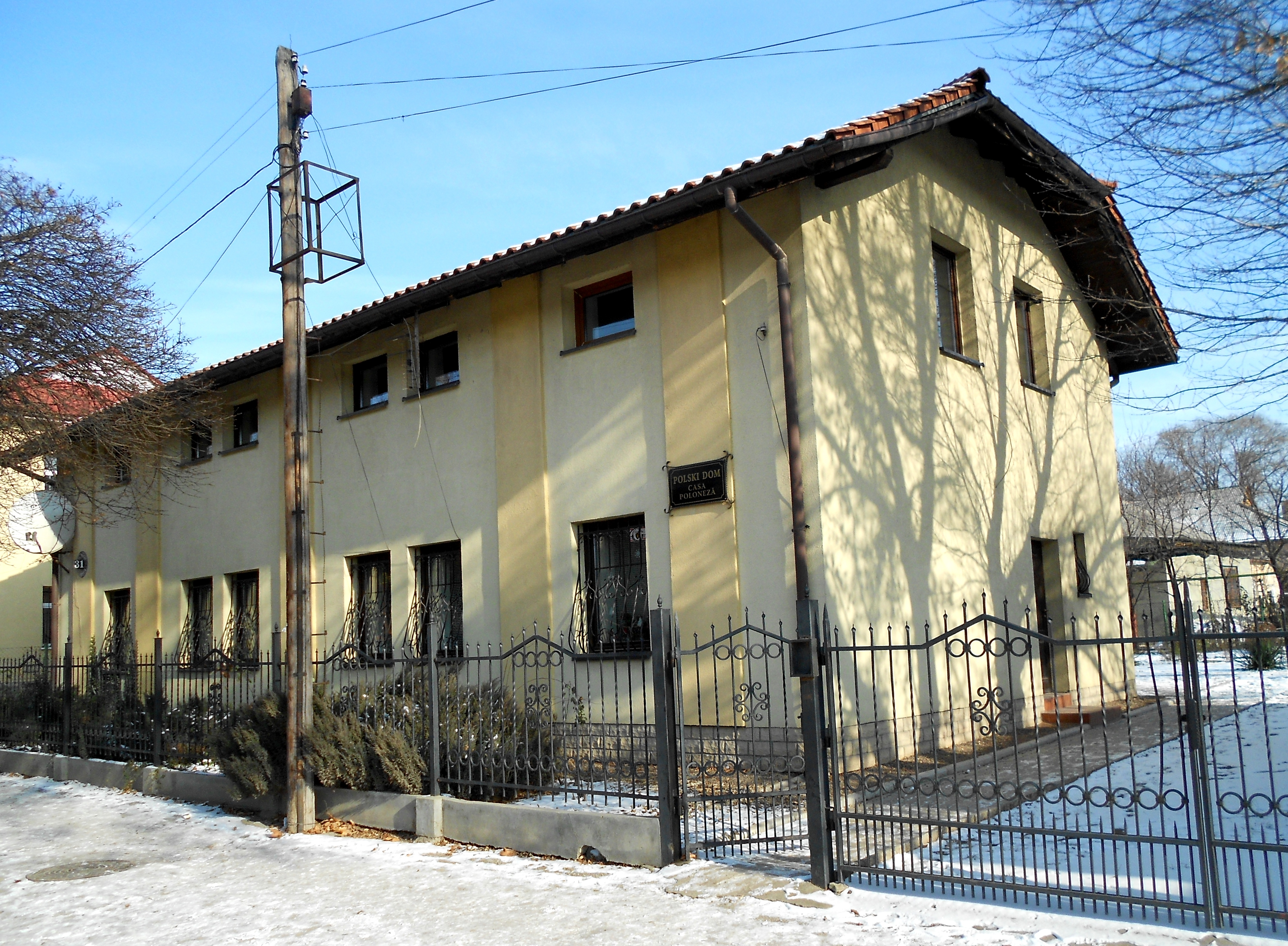
Polski Dom w Bielcach

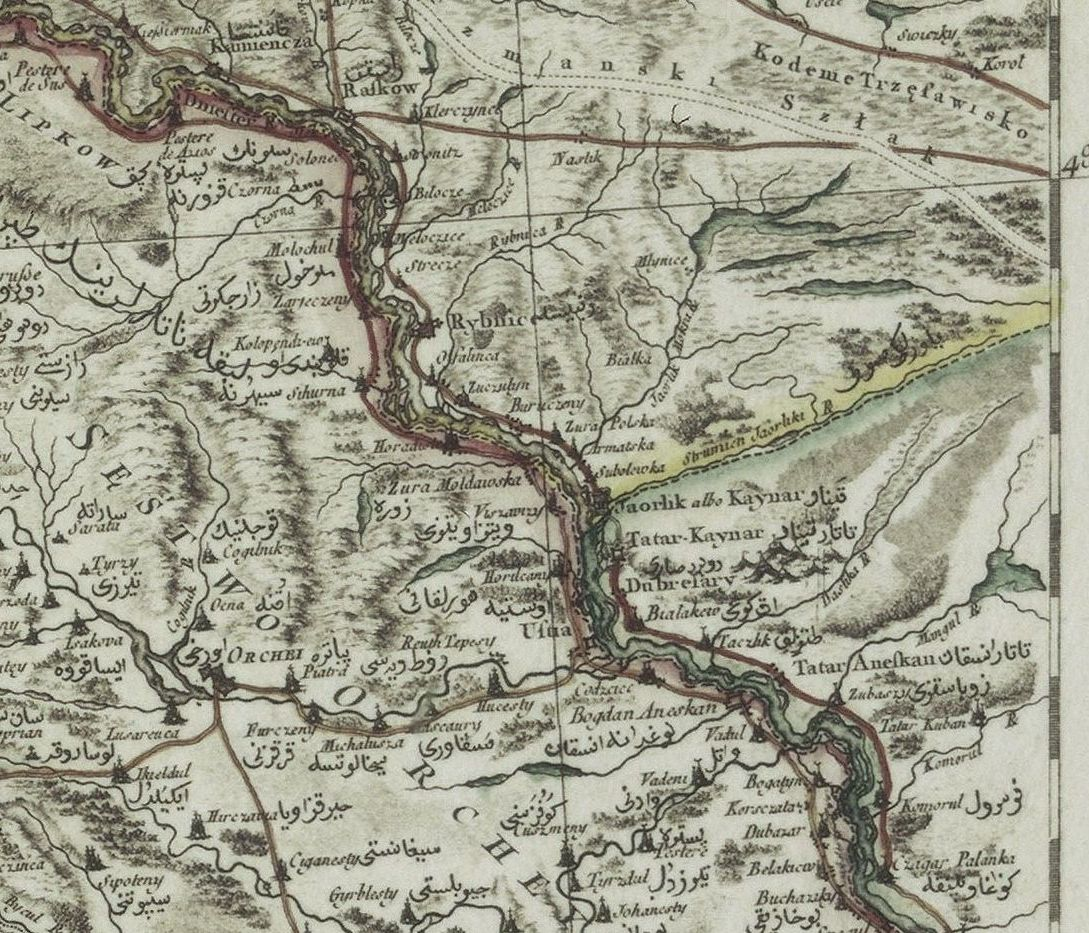
Fragment mapy Polski z 1772, prezentujący dawne pogranicze z Mołdawią z miastami Kamionka, Raszków, Rybnica i Jahorlik, które współcześnie stanowi północną część Naddniestrza

Rejony z najwyższą liczbą Polaków w Mołdawii na podstawie spisów powszechnych z 2004 roku:
| Rejon             | Liczba Polaków | % populacji |
| ----------------- | -------------- | ----------- |
| Rejon Kamionka    | 447            | 1,64%       |
| Rejon Rybnica     | 528            | 0,64%       |
| miasto Bielce     | 862            | 0,68%       |
| miasto Kiszyniów  | 834            | 0,12%       |
| miasto Tyraspol   | 324            | 0,20%       |
| miasto Bendery    | 190            | 0,21%       |
| Rejon Glodeni     | 174            | 0,29%       |
| Rejon Slobozia    | 137            | 0,16%       |
| Rejon Grigoriopol | 100            | 0,21%       |
| Rejon Dubosary    | 53             | 0,14%       |
| Rejon Sîngerei    | 48             | 0,06%       |
| Rejon Ocnița      | 43             | 0,08%       |
| Rejon Rîșcani     | 42             | 0,06%       |
| Rejon Florești    | 29             | 0,03%       |
| Rejon Kaguł       | 29             | 0,02%       |
| Rejon Anenii Noi  | 28             | 0,03%       |
| Gagauzja          | 28             | 0,02%       |
| Rejon Jedyńce     | 26             | 0,03%       |
| Rejon Orgiejów    | 23             | 0,02%       |
| Rejon Fălești     | 20             | 0,02%       |

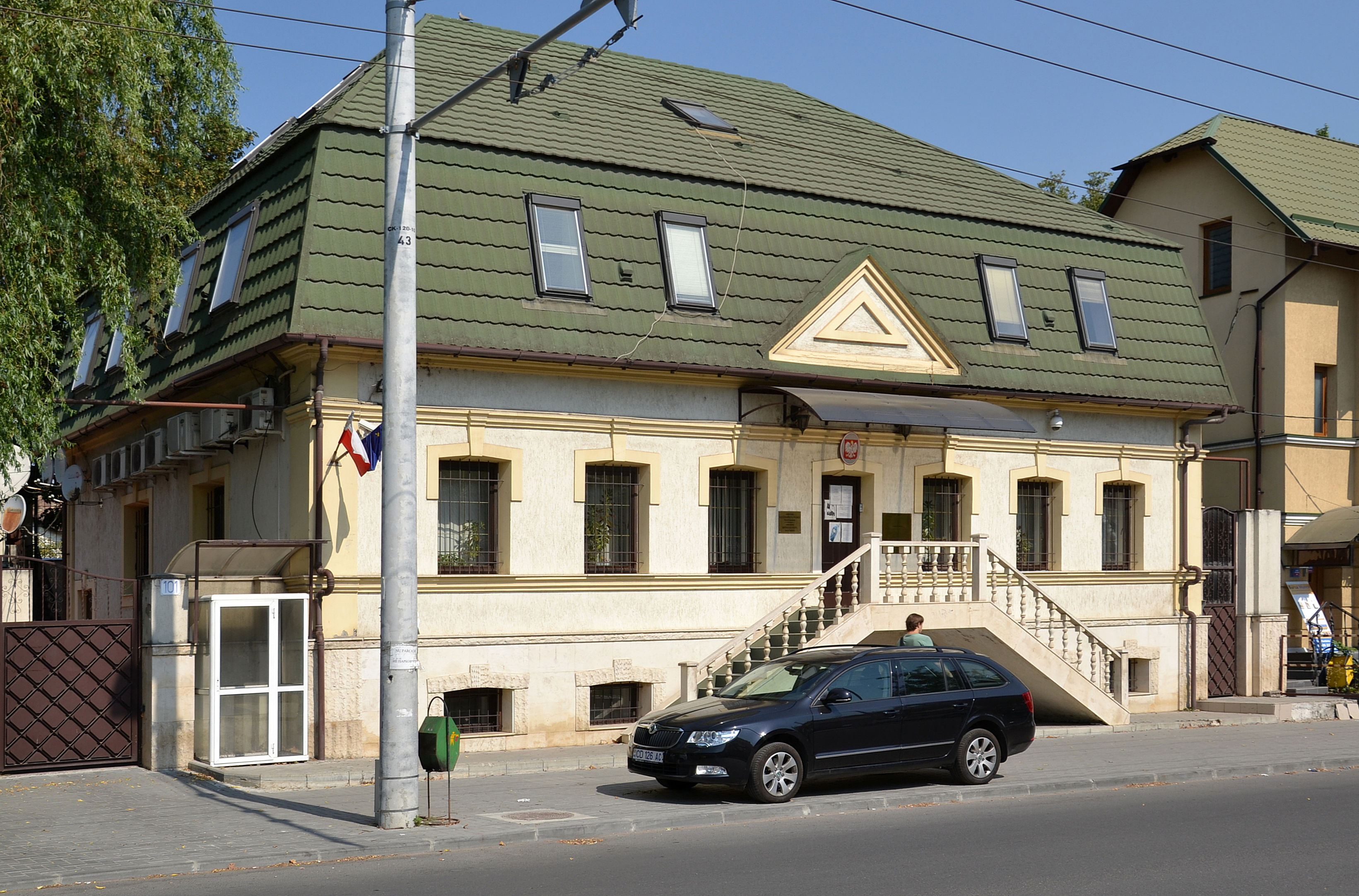
Ambasada RP w Kiszyniowie

Liczebność Polaków w największych miastach Mołdawii na podstawie spisów powszechnych z 2004 roku:
|    | Miasto    | Liczba Polaków | % populacji miasta | % Polaków w Mołdawii |
| -- | --------- | -------------- | ------------------ | -------------------- |
| 1. | Kiszyniów | 834            | 0,12%              | 19,98%               |
| 2. | Bielce    | 862            | 0,68%              | 20,65%               |
| 3. | Tyraspol  | 324            | 0,20%              | 7,76%                |
| 4. | Bendery   | 190            | 0,21%              | 4,55%                |
| 5. | Rybnica   | 500            | 0,93%              | 11,98%               |

## Historyczna populacja
Historyczna populacja Polaków w Mołdawskiej Socjalistycznej Republiki Radzieckiej, a następnie w Republice Mołdawii wraz z Naddniestrzem na podstawie danych ze spisów powszechnych:
| Rok  | Liczba Polaków | % populacji | Zmiana |
| ---- | -------------- | ----------- | ------ |
| 1959 | 4783           | 0,2%        |        |
| 1970 | 4899           | 0,1%        | 2,4%   |
| 1979 | 4961           | 0,1%        | 1,3%   |
| 1989 | 4739           | 0,1%        | 4,5%   |
| 2004 | 4174           | 0,1%        | 11,9%  |

## Stowarzyszenia i organizacje polskie

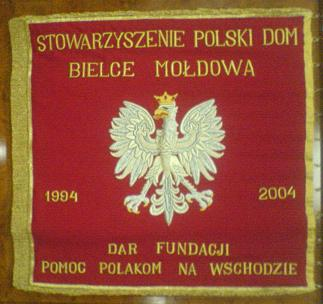
Sztandar z Orłem Białym w Polskim Domu w Bielcach

- Stowarzyszenie Polski Dom w Bielcach i Styrczy
- Rybnicko-Polskie Stowarzyszenie „Polonia”
- Społeczne Stowarzyszenie Polaków Kiszyniowa
- Stowarzyszenie Kultury Polskiej „Jasna Góra”[3] w Tyraspolu, z oddziałami w Raszkowie i Slobozia-Rașcov[2]
- Dom Polski Wołodyjowski w Raszkowie[3][4]

## Ludzie
- Petro Herkulan Malczuk – polski biskup, ur. w Slobozia-Rașcov
- Natalia Syniavska-Krzyżanowska – polska pielęgniarka i działaczka społeczna w Naddniestrzu, ur. w Raszkowie